# Guineu voladora de les illes Ryukyu
La guineu voladora de les illes Ryukyu (Pteropus dasymallus) és una espècie de ratpenat de la família dels pteropòdids. Viu a Taiwan, el Japó i les Filipines. El seu hàbitat natural són els boscos, on s'alimenta principalment de figues. Està amenaçada per la caça i la desforestació.